# 프로파노산 플루티카손

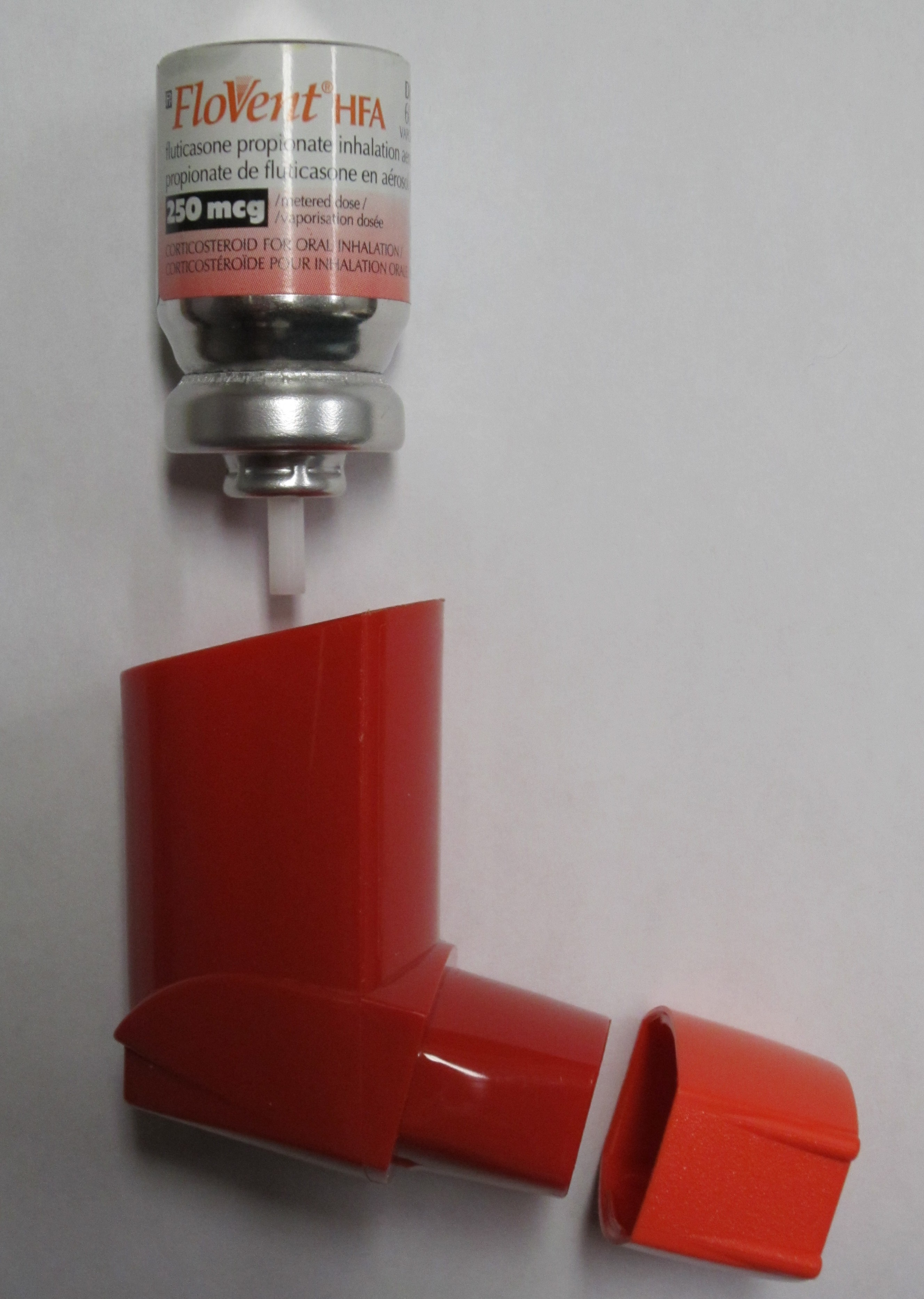
흡입기구

프로판산 플루티카손(영어: fluticasone propanoate) 또는 프로피온산 플루티카손(영어: fluticasone propionate)은 플루티카손에서 가져온 합성 코르티코스테로이드이며 천식과 알레르기 비염에 쓰인다.
글락소스미스클라인은 현재 이 화합물을 사용하여 다음과 같은 제품을 판매하고 있다.
- 천식
  - Flovent (미국 및 캐나다)
  - Flixotide (유럽)
- 알레르기 비염
  - Flonase (미국 및 캐나다)
  - Flixonase (유럽 및 브라질)

또, 플루티카손과 살메테롤을 합성하여 다음과 같은 제품을 판매하고 있다.
- 애드베어 (미국과 캐나다)
- 세레타이드 (유럽)

## 같이 보기
- 플루티카손